# جيم بورتون (لاعب كرة قاعدة)
جيم بورتون (بالإنجليزية: Jim Burton) هو لاعب كرة قاعدة أمريكي، ولد في 27 أكتوبر 1949 في رويال أوك في الولايات المتحدة، وتوفي في 12 ديسمبر 2013 في تشارلوت في الولايات المتحدة.

## وصلات خارجية
- جيم بورتون على موقعبيزبول رفرنس.كوم (الدوري الرئيسي) (الإنجليزية)
- جيم بورتون على موقعبيزبول رفرنس.كوم (الدوري الثانوي) (الإنجليزية)